# Xyletobius insignis
Xyletobius insignis är en skalbaggsart som beskrevs av Blackburn 1885. Xyletobius insignis ingår i släktet Xyletobius och familjen trägnagare. Inga underarter finns listade i Catalogue of Life.